# Салазар, Филипп-Жозеф
Филипп-Жозеф Салазар (фр. Philippe-Joseph Salazar, 10 февраля 1955, Касабланка) – французский философ и филолог, аналитик риторики политического убеждения и политической власти, одна из ключевых фигур так называемого риторического поворота (Rhetorical turn) в гуманитарных науках Франции и США в 1990-2000-е годы.

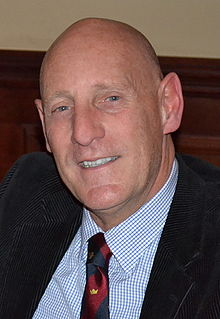
Филипп-Жозеф Салазар

## Биография
Родился в Марокко. Лицеист в Касабланке, Тарбе, Тулузе, Париже (Лицей Людовика Великого). С 1974 года занимался в семинарах Жака Деррида в Эколь Нормаль, Ролана Барта в Высшей школе социальных наук (по семиологии оперы),  писал в Сорбонне диплом у Мориса Дюверже по политическим наукам и у Эммануэля Левинаса по философии.  Входил в группу выпускников Эколь Нормаль, близких к Жоржу Дюмезилю.
Сотрудничал с Жоржем Баландье и Луи Альтюссером,  его докторской диссертацией по социальной и культурной антропологии (1984) руководили Жорж Баландье и Мишель Маффесоли. Развивал идеи Марка Фюмароли о роли устного слова в культуре и политике классической эпохи (XVII в.), а также в исламской цивилизации (Мухаммад), в польском мессианизме (Адам Мицкевич). Публиковался в журнале лакановского кружка La Cause freudienne,  журнале Филиппа Соллерса L'Infini.
Избранный деканом филологического факультета Кейптаунского университета (1993—1996), основал там Центр исследований риторики (1994). Трансформировал идеи Фюмароли применительно к современной ситуации в африканских странах, политике апартеида, риторике расизма, международным отношениям и др. С 1994 года сотрудничал с Барбарой Кассен, исследуя взаимосвязи риторики и политики.
В 1998 возглавил программу Риторика и демократия в Международном философском коллеже. Сотрудничал с Марселем Детьеном в разработках по антропологии речи. Выступал с докладами в России (2001, МГУ и СПбГУ), Польше, Швеции, Словении, Венгрии, Италии, Марокко, Великобритании, Канаде, США. Входит в редакционный совет авторитетных международных журналов Quarterly Journal of Speech и Philosophy and Rhetoric. С 2006 года руководит книжной серией Силы убеждения в парижском 
издательстве Klincksieck.
В 2001 году дал серию публичных лекций по философии и риторике в МГУ и СПбГУ.

## Книги
- Idéologies de l'opéra. Paris: PUF, 1980
- L'intrigue raciale. Essai de critique anthropologique. Paris: Méridiens Klincksieck, 1989
- Le Culte de la voix au au XVII-e siècle. Formes esthétiques de la parole à l'âge de l'imprimé.  Paris; Genève: Champion; Slatkine, 1995
- Afrique du Sud. La révolution fraternelle. Paris: Hermann, 1998
- La Divine Sceptique. Éthique et rhétorique au XVII-e siècle. Tübingen: Gunter Narr Verlag, 2000
- Parole démocratique. Entames rhétoriques. Paris: Collège international de philosophie, Les Papiers du Collège, 2001
- An African Athens. Rhetoric and the Shaping of Democracy in South Africa. Mahwah:  London: Lawrence Erlbaum Associates, 2002
- L’Art de parler. Anthologie de manuels d’éloquence. Paris: Klincksieck, 2003
- (Ed.) François de La Mothe Le Vayer. De la patrie et des étrangers et autres traités sceptiques. Paris: Desjonquères, 2003
- Amnistier l’apartheid. Paris: Le Seuil, 2004
- (Ed.) Adam Mickiewicz, Les Slaves, Cours du Collège de France 1842. Paris: Klincksieck, 2005
- Mahomet. Paris: Klincksieck, 2005
- Truth and Reconciliation in South Africa. The Fundamental Documents, with Erik Doxtader. Cape Town: New Africa Books/David Philip, 2008
- L'hyperpolitique. Une passion française: technologies rhétoriques de la domination. Paris: Klincksieck, 2009
- (Ed.) Women's Rhetoric. Argumentative Strategies, with Brigitte Mral and NIcole Bjorg. Åstorp: Retorikförlaget , 2009
- (Ed.) Gender Rhetoric: North-South, with Jairos Kangira. Windhoek, Namibia: PolyPress, 2010
- Paroles de Leaders. Decrypter le discours des puissants. Paris. Bourin Editeur, 2011
- De l'Art de Sèduire l'èlecteur indècis. Paris. Bourin, 2012
- Rhetoric in South America. AfricaRhetoric Publisher, 2013
- Lesa Humanidad. Katz Editores. Madrid, 2014
- “Реториката на политическа”,  Теория и реториката на политическата, Университет Св. Климент, 2014.
- Paroles Armèes. Comprendre et Combattre la Propagande Terroriste, Paris, Lemieux Editeur, 2015 [ISBN 978-2-37344-029-4]
- "Blabla République", Paris, Lemieux Editeur, 2017 .
- Words are Weapons. Inside ISIS's Rhetoric of Terror, Yale UP, 2017
- Grand Oral, Bruxelles, Genèse, 2019.
- Air Law, Cape Town, Juta, 2019.
- Suprémacistes, Paris, Plon, 2020.
- La Déroute des Idées. Appel à La Résistance. 2021. Paris: Piranha ISBN 9782371190900

## Признание
Пожизненный член (1995) и Distinguished профессор риторики (2004) Кейптаунского университета. Имеет высший знак отличия Национального фонда исследований Африки (2007). Лауреат премии Фонда Гарри Оппенгеймера (2008).